# Matthias Scholten
Matthias Scholten (Papendrecht, 16 juli 1968) is een Nederlands televisiepresentator en televisieproducent.

## Biografie
Scholten studeerde toerisme en werkte in diverse bungalowparken als publieksentertainer. Hij begon zijn televisiecarrière bij het Schooltv-weekjournaal. In 1995 stapte hij over naar SBS6, waar hij begon als voice-over van blooperprogramma's maar bekend werd als presentator van Over de roooie, dat hij samen met Wendy van Dijk presenteerde. Ook presenteerde hij het programma Dot Comedy met Esther Duller. In 2000 stapte hij over naar Yorin, waar hij onder andere de programma's The Bar en Bobo's in the Bush presenteerde.
In 2006 richtte hij in samenwerking met RTL Nederland RTL Productions op. Voor deze productiemaatschappij was hij als producent betrokken bij Gillend naar huis, met Gordon, Jong Geleerd, met Carlo Boszhard, en Baby's wil is wet, met medium Derek Ogilvie. In 2008 was hij medeoprichter van RTL Concepts en op 1 november 2009 werd hij directeur Contents bij RTL Nederland. In die hoedanigheid was hij weer betrokken bij Ushi & Dushi, het nieuwste programma van zijn oud-collega Wendy van Dijk.
Scholten is getrouwd en heeft drie kinderen.